# Slatine
Slatine su malo ribarsko mjesto s 1.106 žitelja, smješteno na sjeveroistočnoj strani otoka Čiova. Administrativno su u sastavu Grada Splita.
Nalaze se na obalama Kaštelanskog zaljeva, nasuprot Splita i Marjanskog poluotoka koji se nalaze istočno od njih. Sjeverozapadno od Slatina nalazi se Arbanija, a dalje prema jugoistoku dolazi se do čiovske Kave (kamenoloma).
Udaljene su 8 km od Trogira, te 35 km cestovnim putem od Splita. Ljeti su povezane brodskom linijom Slatine – Split, kojom treba 30 minuta do splitske Rive.
Iz Slatina se pruža prekrasan pogled na Kaštelanski zaljev, Split i brdo Marjan. 

## Povijest
Svetište Gospe od Prizidnica izgradili su u 16. stoljeću poljički glagoljaši. 
Osnovna škola u Slatinama izgrađena je 1913.

## Opis mjesta
Glavne gospodarske grane su poljoprivreda i ribarstvo. Od poljoprivrednih kultura, najzastupljenije su razne vrste povrća, masline (i maslinovo ulje), domaće vino, suhe smokve, bajami i vinova loza. 
Turizam je također razvijen. Stare kuće i novosagrađene vikendice čine turističku ponudu Slatina. Mjesto ima i malu luku s vezom za 50-ak brodova, dječje igralište za nogomet i košarku. U mjestu je i nekoliko pizzerija, restorana i konoba koji nude domaće specijalitete.
U starom dijelu Slatina nalazi se crkva Uznesenja Blažene Djevice Marije, osnovna škola, mjesni i matični ured i Vatrogasno društvo.
Duž cijelog mjesta, obala je razvedena s puno uvala, hridi, šljunčanih i kamenih plaža koje se protežu do rta otoka.
Borove šume, nad malim šljunčanim uvalama, stvaraju prirodan hlad za ljetnih vrućina i idealno su mjesto za kupanje obitelji s malom djecom.
Svega 2 km od Slatina, na južnoj strani otoka, u stijenama, smještena je crkvica "Gospe od Prizidnica", nadaleko poznato svetište u kojem su boravili pustinjaci tijekom srednjeg vijeka. 
Crkvu Gospe od Prizidnica danas hodočaste domaći i strani vjernici.
Za ljubitelje jednodnevnih izleta tijekom ljeta organiziraju se posjete južnoj strani otoka, kupanje u pustim uvalama, posjet otoku Šolti, uz neizostavnu bogatu ponudu ribe s gradela uz domaće vino.

## Stanovništvo
| broj stanovnika | 271   | 374   | 385   | 469   | 602   | 693   | 709   | 729   | 774   | 817   | 911   | 767   | 645   | 798   | 995   | 1106  | 924   |
|                 | 1857. | 1869. | 1880. | 1890. | 1900. | 1910. | 1921. | 1931. | 1948. | 1953. | 1961. | 1971. | 1981. | 1991. | 2001. | 2011. | 2021. |

## Zanimljivosti
Iako se nalaze s druge strane zaljeva, Slatine administrativno pripadaju Splitu.

## Znamenitosti
- crkva Gospe od Prizidnica i eremitorij

## Vanjske poveznice
- Slatine  Arhivirana inačica izvorne stranice od 17. veljače 2006. (Wayback Machine)